# Région de développement Centre (Roumanie)
Le Centre (en roumain : Centru) est une région de développement de Roumanie créée en 1998, sous-partie de la macro-région 1. Comme les sept autres régions, elle ne dispose pas d'institutions propres mais vise à coordonner sur son territoire des projets de développement régional à gérer des fonds délivrés par l'Union européenne. Elle comprend 6 județe : 
- Alba
- Brașov
- Covasna
- Harghita
- Mureș
- Sibiu